# NGC 5822
NGC 5822 est un amas ouvert situé dans la constellation du Loup. Il a été découvert par l'astronome britannique John Herschel en 1836.
Selon la classification des amas ouverts de Robert Trumpler, cet amas renferme plus de 100 étoiles (lettre r) dont la concentration est moyenne (II) et dont les magnitudes se répartissent sur un petit intervalle (le chiffre 1). Toutefois, selon le catalogue Lynga, l'intervalle de répartition des magnitudes des étoiles de NGC 5822 est moyenne (2). Lynga indique que l'amas renferme 150 membres.
Avec une magnitude visuelle de 6,5, on peut observer l'amas avec de petites jumelles.

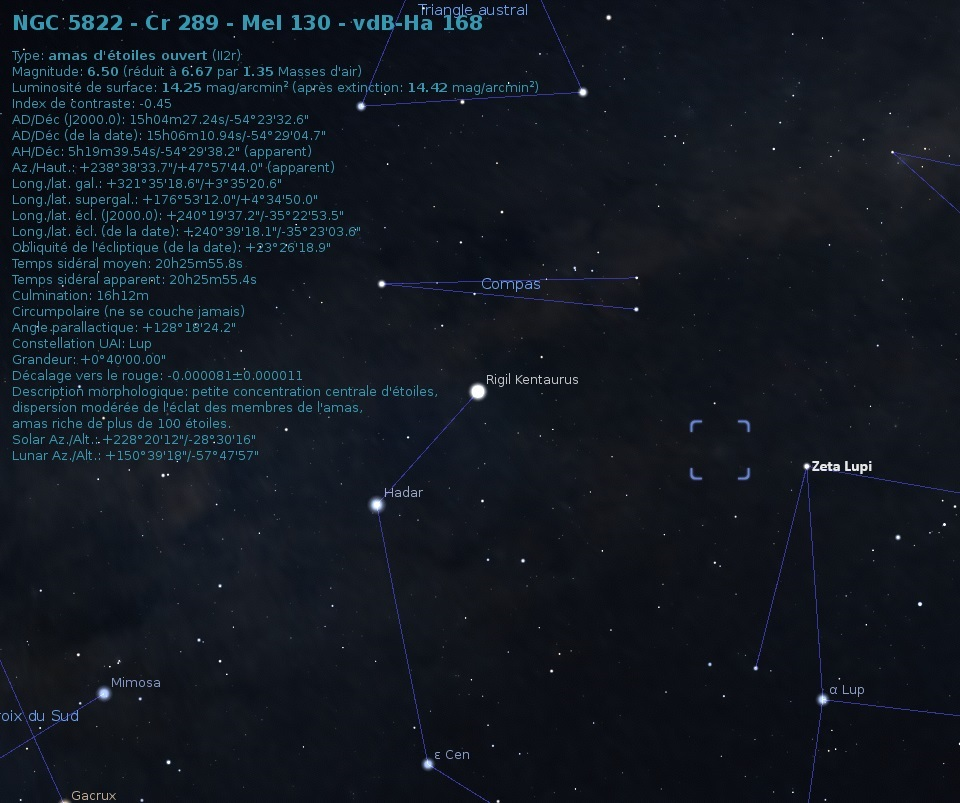
Localisation de NGC 5822 dans la constellation de Scorpion. (Stellarium)

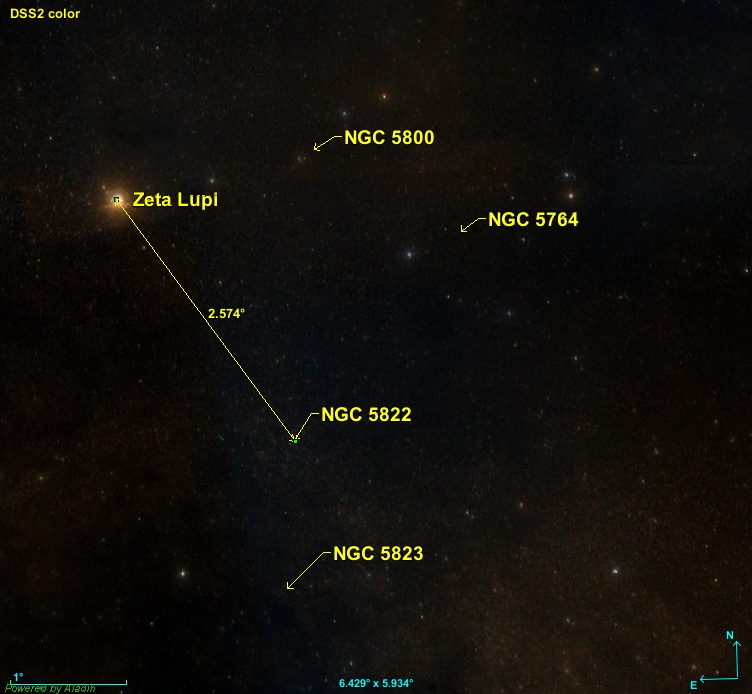
Position de NGC 5822 par rapport à deux étoiles.

NGC 5822 est situé à environ 2,6 degrés au sud-ouest de l'étoile Zeta Lupi. Les amas ouverts NGC 5764, NGC 5800 et NGC 5823 se trouvent dans la même région du ciel.

## Caractéristiques

### Distance, taille et vitesse
La parallaxe moyenne des étoiles de l'amas a été obtenue des mesures effectuées par le satellite Gaia. Six valeurs différentes publiées dans de récents articles (2018 à 2022) sont indiquées sur la base de données Simbad : 1,197 ± 0,040 mas, 1,201 ± 0,033 mas, 1,188 ± 0,054 mas, 1,187 ± 0,050 mas, et 1,187 ± 0,002 mas. La moyenne de ces valeurs et de leur incertitude est égale à 1,195 2 ± 0,035 8, ce qui correspond à une distance de 837 ± 26 pc.
Selon les sources, la taille apparente de l'amas est de 35′ ou de 44,2′ (39,6 ± 4,6') ce qui, compte tenu de la distance comprise de 837 ± 26 pc, et grâce à un calcul simple, équivaut à une taille réelle de 31,5 ± 4,6 al.
La base de données Simbad indique six valeurs de la vitesse l'amas: −28,71 ± 0,14 km/s, −28,0 ± 2 km/s, −21,20 ± 4,56 km/s, −27,686 ± 1,021 km/s, −28,15 ± 0,18 km/s et −29,7 ± 0,2 km/s. La moyenne et l'écart-type ces valeurs sont de −27,2 ± 3,0 km/s.

### Mouvement propre
Simbad indique huit couples de valeurs pour le mouvement propre de l'amas, dont cinq différents, mais très semblables, qui proviennent d'articles publiés entre 2018 et 2022. Ces valeurs en ascension droite et en déclinaison sont :
- −7,484 ± 0,124 mas/an et −5,495 ± 0,105 mas/an[8]
- −7,486 ± 0,184 mas/an et −5,488 ± 0,171 mas/an[9]
- −7,417 ± 0,247 mas/an et −5,534 ± 0,209 mas/an[10]
- −7,422 ± 0,222 mas/an et −5,534 ± 0,205 mas/an[11],[12]
- −7,422 ± 0,010 mas/an et −5,534 ± 0,008 mas/an[13]

Le mouvement propre moyen obtenu de ces quatre valeurs en ascension droite et en déclinaison est égal à −7,446 ± 0,035 mas/an et −5,517 ± 0,140 mas/an.

### Métallicité
Simbad rapporte six valeurs de la métallicité, dont quatre différentes : 0,08,,, 0,02, 0,01 et -0,015.
Selon ces valeurs, le pourcentage d'éléments lourds (plus lourd que l'hydrogène et l'hélium) de cet amas se situe entre de 97% (10-0,0151) et 120% (10+0,08) de celui du Soleil.

### Âge
Webda et Lynga indiquent un âge de 662 millions d'années (log10=8,497 = 108,821).

## Étoiles
Selon Llorente et Morales-Morales-Durán, NGC 5822 renferme  au moins sept étoiles  traînardes bleues.
Simbad montre aussi un bouton nommé Children. En cliquant sur ce bouton, on atteint une section de cette base de données qui renferme un tableau contenant 1424 entrées pour NGC 5822. Cependant, des étoiles (les Children) peuvent apparaître plusieurs fois dans la deuxième colonne du tableau, d'où le nombre de liens bibliographiques qui est supérieure au nombre d'étoiles. La quatrième colonne de ce tableau indique la probabilité que l'étoile appartienne à l'amas. En cliquant sur le titre de cette colonne, on peut classer la probabilité par ordre croissant ou décroissant. En cliquant sur la désignation de l'étoile, on atteint la page de Simbad qui résume ses propriétés.